# 迪普里弗鎮區 (北達科他州麥克亨利縣)
迪普里弗鎮區（英語：Deep River Township）是位於美國北達科他州麥克亨利縣的一個鎮區。

## 地方資料
迪普里弗鎮區的面積為93.63平方千米，當中陸地面積為93.39平方千米，而水域面積為0.24平方千米。根據2020年美國人口普查的數據，當地共有人口43人，而人口密度為每平方千米0.46人。